# Enfants à la plage
Enfants à la plage (en espagnol : Chicos en la playa) est une huile sur toile du peintre postimpresioniste espagnol Joaquín Sorolla. Elle date de 1909 et mesure 118 × 185 cm. Elle appartient au musée du Prado de Madrid, où elle est arrivée du musée d'Art Moderne, après un don du peintre en 1919.

## Analyse du tableau
Le tableau représente une plage aux eaux cristallines, avec trois enfants allongés. Ils sont complètement nus (comme l'étaient les enfants par le passé) et allongés sur le ventre sur la vase alors que l'eau leur lèche la peau. Ils sont dans diverses situations. Le premier est blond à la peau claire semble être le plus jeune. Il s'appuie sur un coude en regardant vers autres deux enfants, bruns et à la peau plus sombre, orientés dans une autre direction. L'un d'eux tourne son regard vers le blond du premier plan avec un sourire sur le visage, alors que l'autre se désintéresse de la scène.
L'enfant blond est moins enfoncé dans le sable que les deux autres. Il est représenté avec plus de détails ; les plantes et les doigts des pieds, ainsi que les muscles des jambes, les glúteos et le dos, sont plus détaillés que pour les deux enfants bruns. Ceux-ci se trouvent semi-ensablés dans le sable humide, leurs corps étant beaucoup plus ébauchés.

## Analyse du thème
Tout au long de sa vie artistique Sorolla a représenté des enfants nus se baignant à la plage, au point de que cela peut être considéré comme un thème spécifique de son œuvre, parmi lesquelles sont les œuvres suivantes :

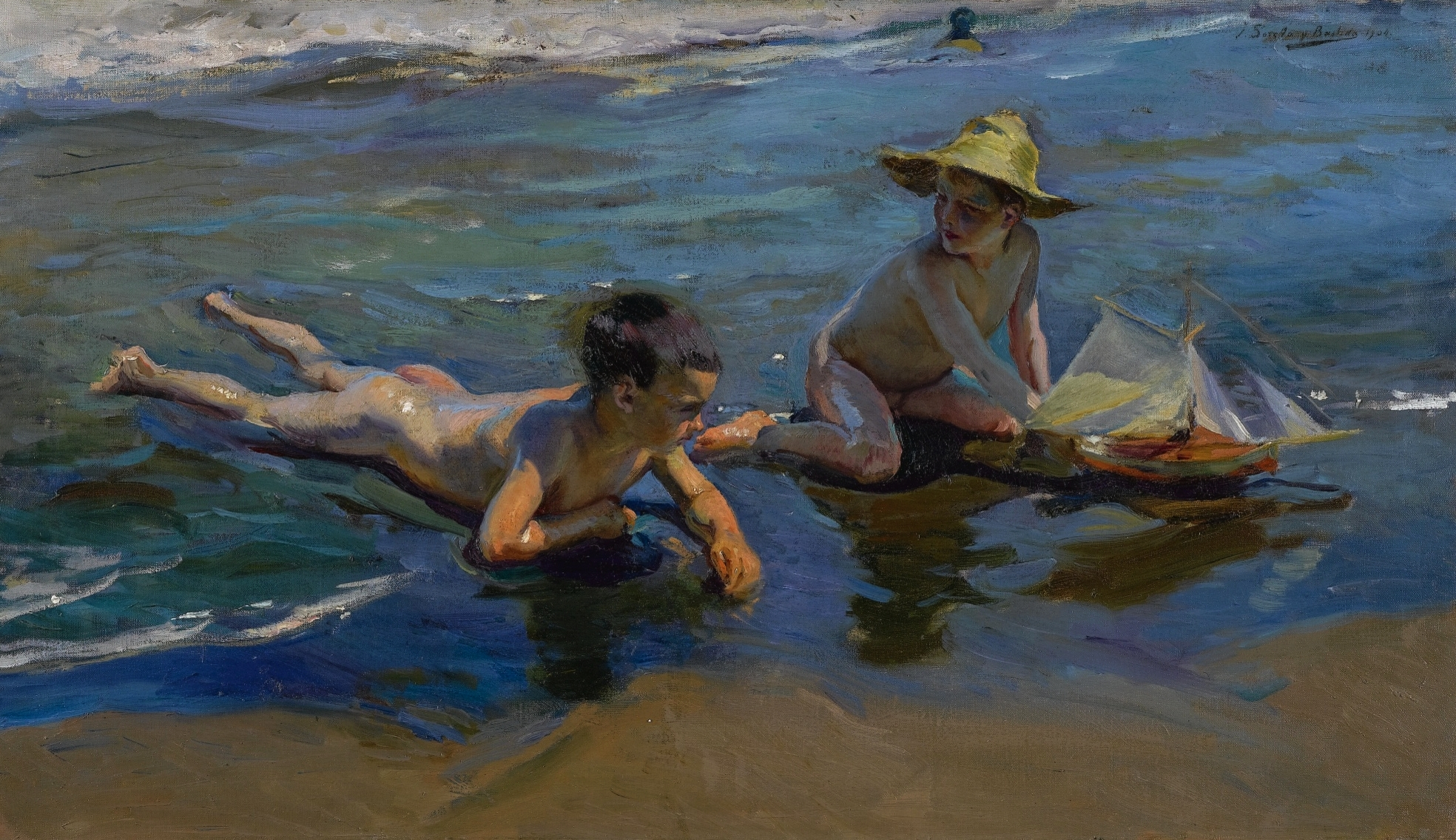
Enfants à la plage (1904)
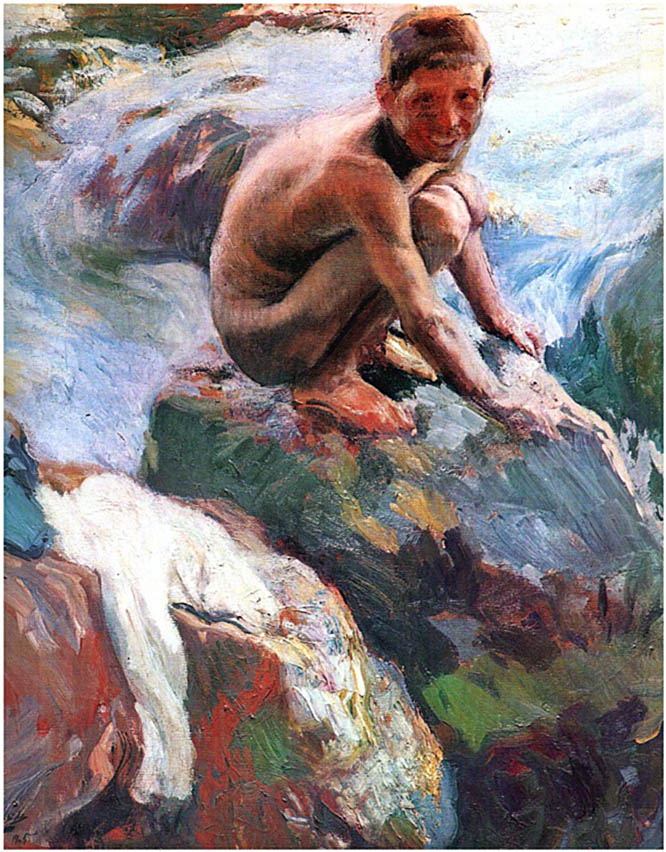
Enfants dans les rochers, Jávea / Garçons dans les rochers (1905)
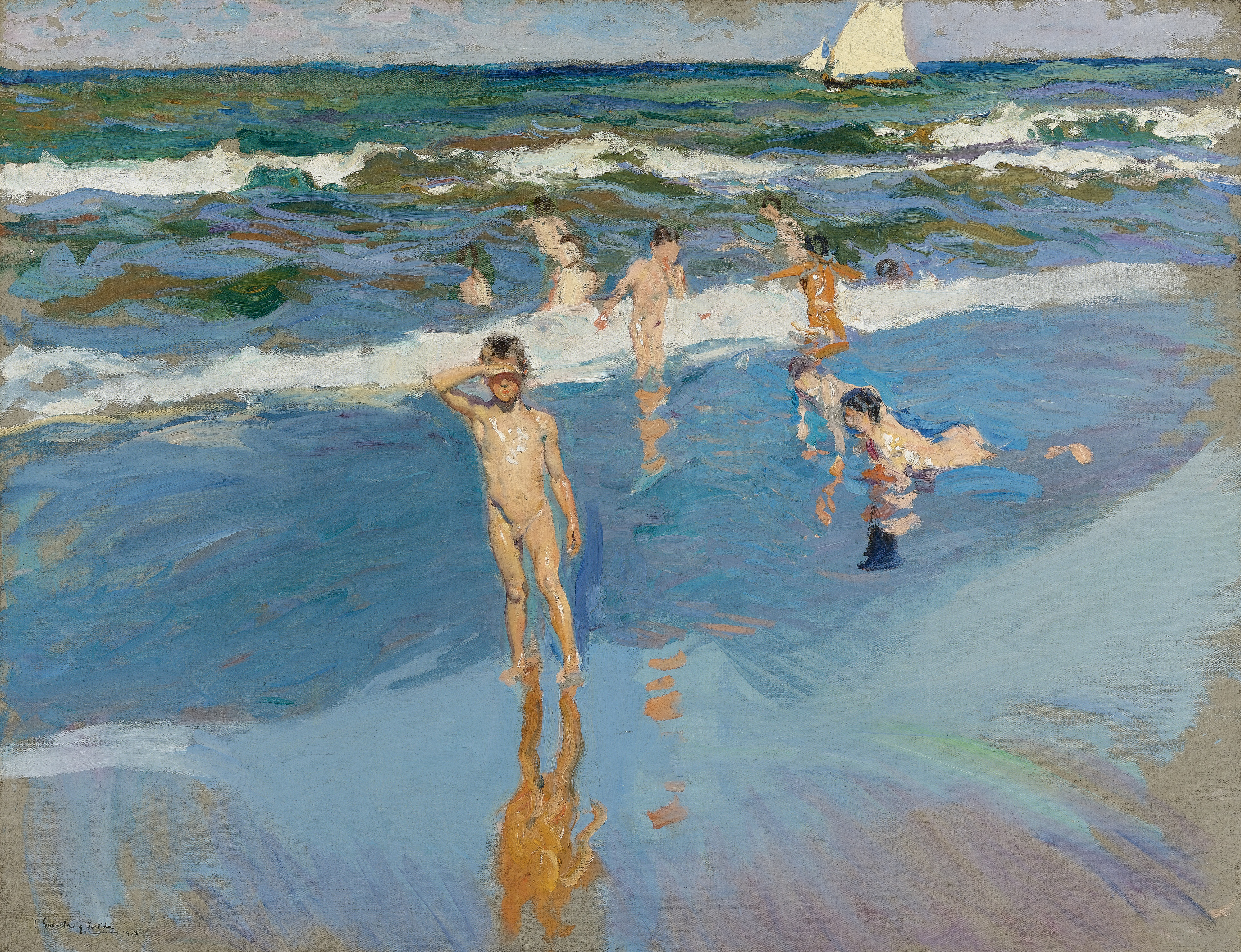
Enfants à la mer, Plage de Valence (1908)
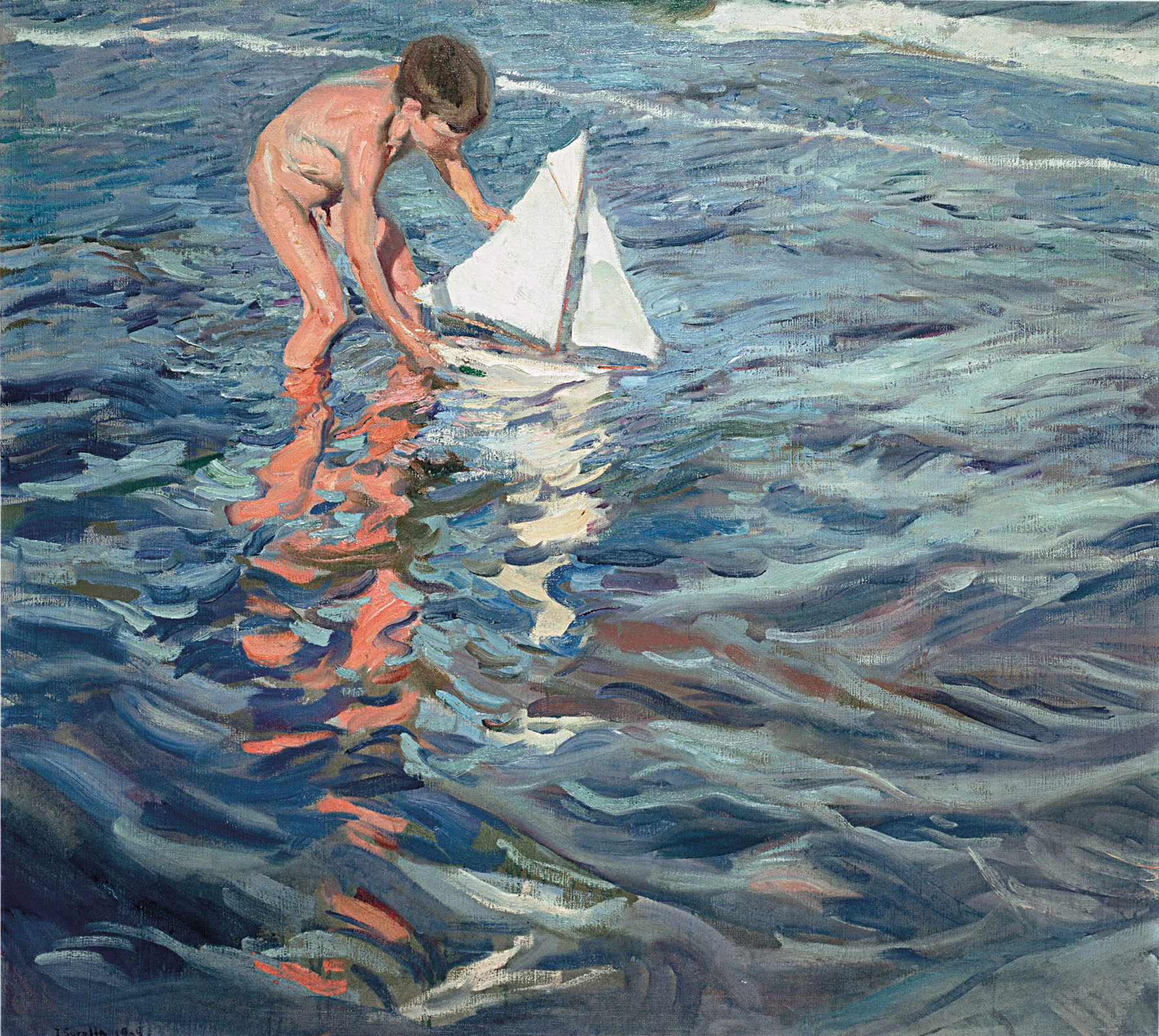
El balandrito. 1909.
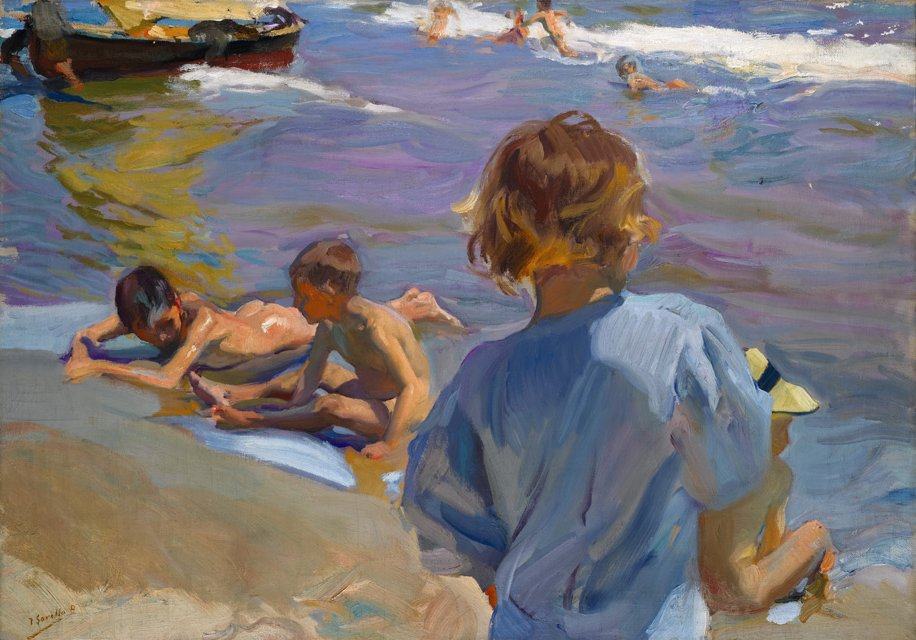
Enfants à la plage (1916).